# Acalypha wigginsii
Acalypha wigginsii é uma espécie de flor do gênero Acalypha, pertencente à família Euphorbiaceae.